# Балдуїн I (король Єрусалиму)
Ба́лдуїн I (лат. Balduinus I; 1058 — 2 квітня 1118) — один із керівників Першого хрестового походу (1096—1099), перший король Єрусалимського королівства (1100—1118). Граф Булонський (1076—1096) і Едеський (1098—1100). Представник франкського Фландрського дому. Народився у Булоні. Молодший син булонського графа Євстахія II і лотаринзької принцеси Іди. Брат графів Євстахія III і Готфрід Буйонського. Нащадок Короля Лотарингії Людовіка II. Разом із родичами і васалами відгукнувся на заклик папи Урбана II допомогти православним Візантії у звільнені Святої Землі від мусульманського гніту. Спільно з норманами Танкреда воював проти турків-сельджуків у Кілікії, спираючись на союз із місцевими вірменами. Підкорив Едесу, став її першим графом (1098). Сприяв захопленню Антіохії (1098), затримавши під Едесою війська підмоги противника. Прийняв королівський вінець у Вифлеємі після смерті брата Готфріда, що був першим князем Єрусалиму. Воював проти арабів, Фатімідів. Розширив межі Єрусалимського королівства за підтримки генуезців і венеційців: підкорив Арзуф і Кесарію (1101), Акру (1104), Бейрут (1110), Сідон (1111). Поклав край єгипетським зазіханням на королівство у третій битві при Рамлі (1105). Надав поміч тулузькому графу Бертрану I захопити Триполі (1109). Укріпляв Зайордання фортецями, намагаючись контролювати ворожі торговельні шляхи між Сирією і Єгиптом. Зустрічався із руським ченцем-паломником Данилом, ігуменом з Чернігівщини. Помер біля Аріша від хвороби, під час походу на Єгипет. Похований у Базиліці Святого Гробу в Єрусалимі. Королівський трон успадкував його двоюрідний небіж (син кузена), едеський граф Балдуїн II.

## Імена
- Болдуїн I
- Ба́лдуїн І Єрусали́мський (лат. Balduinus I Hierosolymorum)  — з номером правителя і назвою королівства.
- Балдуїн Булонський — за назвою батькового графства.
- Балдуїн Едеський — за назвою графства, здобутого під час Першого хрестового походу.

## Біографія

### Молоді роки
Народився приблизно у 1058 році. Був молодшим сином Есташа II Бульйонського та Іди Лотаринзької. Батьки визначили для Балдуїна кар'єру священика. Невідомо за яких обставин він деякий час виконував обов'язки клірика, але потім склав сан й одружився з донькою нормандського барона. Здобув бенефіції у Реймсі, Намюрі й Льєжі.

### Перший хрестовий похід

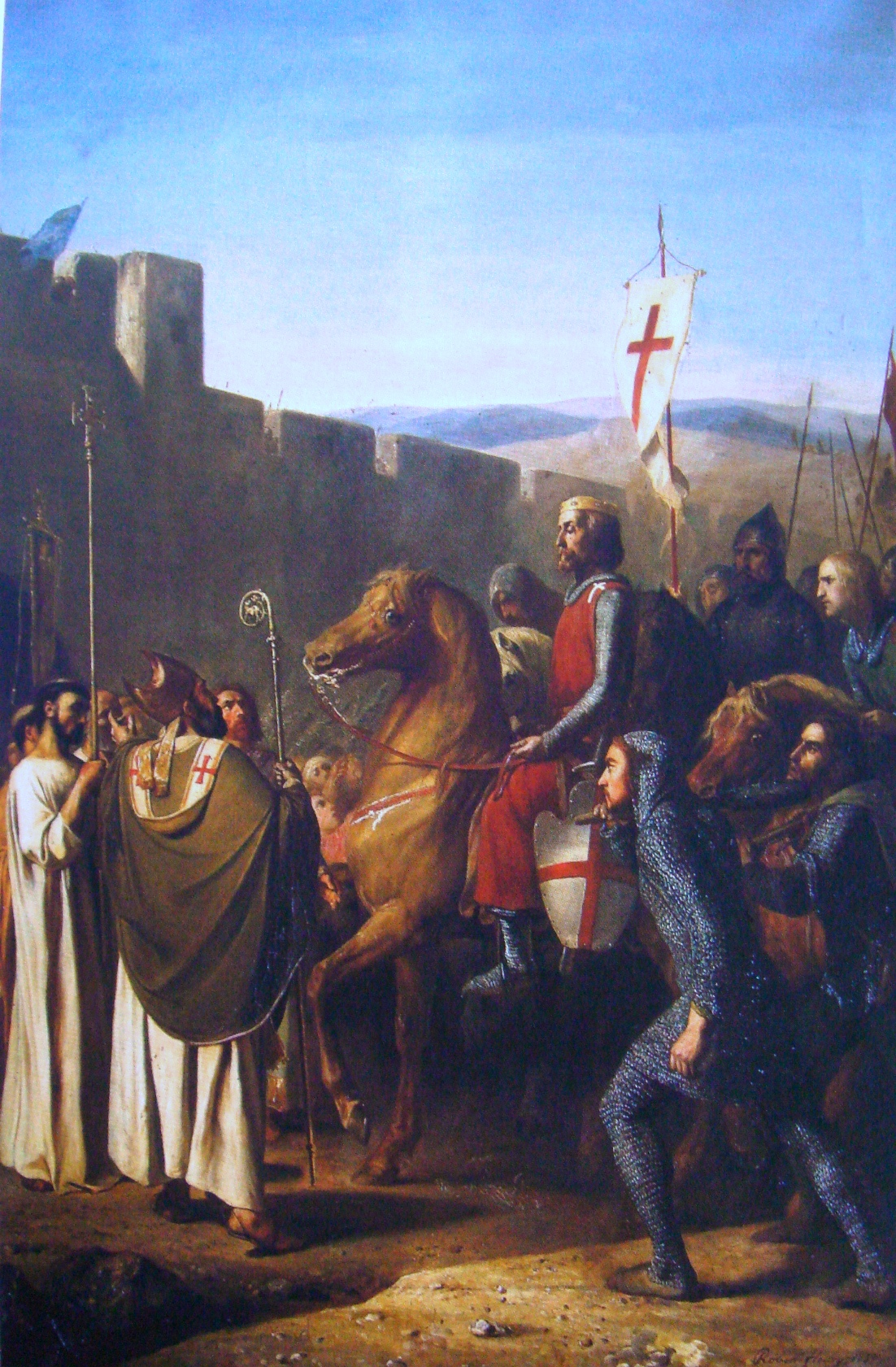
Балдуїн вступає до Едеси

Разом із братами Годфрідом та Есташем вирушив у похід у 1096 році. Під час проходження через Угорщину Балдуїн був деякий час заручником короля Коломана, щоб забезпечити угорські землі від нападу хрестоносців. Після того, як вони залишили Угорщину, Балдуїна було звільнено. Надалі сповідував дуже прагматичний підхід до військових дій: беріг своє військо, намагаючись здобути власний феод. Тому Балдуїн у 1097 році вирушив до Кілікії, де намагався захопити місто Тарс. Втім тут стикнувся з іншим авантюристом Танкредом Тарентським. Тоді Балдуїн повернув до Сирії. Під час походу до Сирії під фортецею Марезія померла його дружина Гертруда. Біля Марашу він з'єднався з іншими хрестоносцями.
у 1098 році вірменський князь Торос з Едеси запросив до себе Балдуїна, розглядаючи його як союзника проти сельджуків. По прибутті до Едеси Балдуїна було всиновлено Торосом. Втім незабаром хрестоносець змусив Тороса зректися влади, а потім спровокував його вбивство. Балдуїн оголосив себе графом Едеським. Після цього захопив міста Самосата і Суруч. Під час облоги хрестоносцями Антіохії надав їм допомогу. Згодом разом із братом Готфрідом переміг біля фортеці Азаз еміра Радмана Алепського. Того ж року придушив велике вірменське повстання. У 1099 році на деякий час відвідав Єрусалим, але повернувся до свого графства. Незабаром після цього зняв сельджукську облогу з Мелітени.

### Король

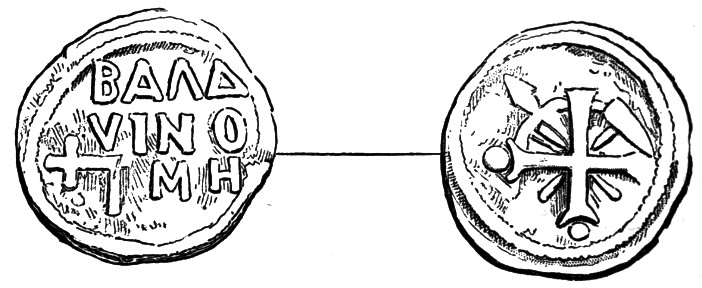
Монети Балдуїна І

Після смерті свого брата Готфріда у 1100 році вирушив до Єрусалиму, де при підтримці лотаринзьких лицарів став королем, незважаючи на протидію патріарха Дагоберта. Цього йому Балдуїн не пробачив й у 1103 році поставив свого патріарха Ебремара. Балдуїн передав графство небожу Балдуїну де Ретелю. після цього сам коронувався у Вифлеємі.
Головною метою для себе новим володар королівства визначив розширення його кордонів. Весь час свого володарювання Балдуїн I провів у походах. У 1101 році захопив міста Арзуф й Цезарею, у 1102 році переміг війська фатимідського Єгипту при Аскалоні, але того ж року зазнав поразки при Рамлі. У 1104 році захопив Акру й Сарепту. У 1105 році переміг у битві при Рамлі. Того ж року захопив Аскалон й Йоппе. У 1109 році змусив Танкреда передати йому князівство Галілею. У 1110 році взяв Бейрут та допоміг зняти облогу з Едеси. Наступного року став господарем у м. Сайди (Сідона). У 1113 році організував опір об'єднаним силам сельджуків, здобувши перемогу у битві при Аль-Саннабра. У 1115 році перетнув річку Йордан, де збудував фортецю Монреаль для захисту королівства від нападу арабів. Втім спроба здійснити похід пдо Синайського півострова зазнала невдачі через відмову його баронів. Помер Балдуїн I 2 квітня 1118 року під час походу до дельти Ніла. Перед смертю своїми можливими спадкоємцями назвав брата Есташа й небожа Балдуїна Едеського.

## Сім'я
- Батько: Євстахій II
- Матір: Іда
- Брат: Євстахій III
- Брат: Готфрід

## Оцінки
- Руський ігумен Даниїло, що зустрічався із Балдуїном І, згадує про нього в описі своїх подорожей як чоловіка сповненого благодаті, вельми скромного, анітрохи не гордого, дуже люб'язного і турботливого. Самого короля він називає на руський лад «князем»[5].